# Typhonia nomadopis
Typhonia nomadopis is een vlinder uit de familie van de zakjesdragers (Psychidae). De wetenschappelijke naam van de soort is, als Melasina nomadopis, voor het eerst geldig gepubliceerd in 1935 door Edward Meyrick. De combinatie in Typhonia werd in 2011 gemaakt door Sobczyk.

## Type
- type: niet gespecificeerd
- instituut: BMNH, Londen, Engeland
- typelocatie: "Nigeria, Azare"